# Dumra (ort i Indien, Sitamarhi)
Dumra är en ort i Indien.   Den ligger i distriktet Sitamarhi och delstaten Bihar, i den nordöstra delen av landet, 900 km öster om huvudstaden New Delhi. Dumra ligger 70 meter över havet och antalet invånare är 15 778.
Terrängen runt Dumra är mycket platt. Runt Dumra är det mycket tätbefolkat, med 1 463 invånare per kvadratkilometer. Närmaste större samhälle är Sitamarhi, 4,2 km nordväst om Dumra. Trakten runt Dumra består till största delen av jordbruksmark.